# Jorge O. Calvo
Jorge Orlando Calvo (27. dubna 1961, Córdoba, Argentina – 10. ledna 2023, Neuquén) byl argentinský paleontolog a geolog. Pracoval pro univerzitní instituci Centro de Investigaciones Paleontológicas Lago Barreales. 
Narodil se ve městě Córdoba. Byl specialistou na dinosaury a druhohorní ekosystémy Patagonie. Do roku 2016 publikoval asi 88 vědeckých prací a k tomu 60 studií v nevědeckých periodikách. Na konferencích vystoupil se 135 příspěvky a patřil k nejaktivnějším argentinským paleontologům.

## Úmrtí
V prosinci roku 2022 byl hospitalizován s neupřesněným vážným onemocněním, na které 10. ledna 2023 zemřel.
V březnu roku 2025 byl na jeho počest pojmenován titanosaurní sauropod Chadititan calvoi.

## Vybrané taxony, popsané Calvou
- Andesaurus delgadoi Calvo & Bonaparte, 1991
- Neuquenornis volans Chiappe & Calvo, 1994
- Limaysaurus tessonei Calvo & Salgado, 1995 (b)
- Anabisetia saldiviai Coria & Calvo, 2002
- Rinconsaurus caudamirus Calvo & González Riga, 2003
- Unenlagia paynemili Calvo, Porfiri & Kellner, 2004
- Ekrixinatosaurus novasi Calvo, Rubillar-Rogers & Moreno, 2004
- Puertasaurus reuili Novas, Salgado, Calvo & Agnolin, 2005
- Futalognkosaurus dukei Calvo, Porfiri, González Riga & Kellner, 2007
- Macrogryphosaurus gondwanicus Calvo, Porfiri & Novas, 2007
- Austroraptor cabazai Novas, Pol, Canale, Porfiri & Calvo, 2009
- Panamericansaurus schroederi Calvo & Porfiri, 2010
- Willinakaqe salitralensis R. D. Juárez Valieri, J. A. Haro, L. E. Fiorelli & J. O. Calvo, 2010
- Pamparaptor minimus J. D. Porfiri, J. O. Calvo and D. Dos Santos, 2011
- Leufuichthys minimus Gallo, Calvo & Kellner, 2011
- Traukutitan eocaudata Juárez Valieri & Calvo, 2011
- Notocolossus gonzalezparejasi B. J. González Riga, M. C. Lamanna, L. D. Ortiz David, J. O. Calvo & J. P. Coria, 2016